# Лудвиг Шенк фон Таутенбург
Лудвиг Шенк фон Таутенбург (на немски: Ludwig, Schenk von Tautenburg; * ок. 1425/пр. 1426; † сл. 1466) е граф и шенк на Таутенбург.

## Произход
Той е син на Рудолф Шенк фон Таутенбург († 1425) и съпругата му Агнес Ройс-Плауен († сл. 1461), дъщеря на Хайнрих IX (VIII) фон Плауен 'Млади' († 1412/1413) и Анна фон Ризенбург.

## Фамилия
Лудвиг Шенк фон Таутенбург се жени ок. 1452 г. за графиня Констанца фон Глайхен (* ок. 1426), дъщеря на граф Ернст VIII фон Глайхен († 16 юни 1426, Аусиг) и Маргарета фон Хенеберг-Шлойзинген († 1427). Те имат децата:
- Кристоф Шенк фон Таутенбург († сл. 1523)
- Барбара Шенк фон Таутенбург (* ок. 1455; † 19 ноември 1546), омъжена ок. 1476 г. за граф Николас I Шлик фон Басано-Вайскирхен (* ок. 1450; † 1522), син на граф Матеус Шлик фон Басано-Вайскирхен († 1487) и Кунигунда фон Шварценберг († 1469)[3]
- Вилхелм Шенк фон Таутенбург († 1520?), женен за Кунигунда фон Тетау († сл. 1501)
- Зигмунд Шенк фон Таутенбург († 1499, Торгау)